# بن أبايسي
بُنّ أبايسي (الاسم العلمي: Coffea abbayesii)،نوع من النباتات المُزهرة المهدد بالانقراض من فصيلة الفوية. وهو مستوطن في مدغشقر. وقد وصفهُ جان فرانسوا ليروي في عام 1961.

## النطاق والموئل
يعود موطن بُنّ الأبايسي إلى منتزه أندوهايلا الوطني وفي عدد قليل من المواقع القريبة الأخرى في جنوب شرق مدغشقر. موطنه الأصلي هي غابات الأراضي المنخفضة. كما عُثر عليه في الغابات المتدهورة على التربة الصخرية. غالبًا ما يُعثر عليه على ارتفاع يتراوح بين 400 و500 متر، ولكن يتراوح ارتفاعه من 250 إلى 1000 متر.
ويبلغ المدى المقدر لتواجده (EOO) 117 كيلومترًا مربعًا، ويبلغ مجال الاحتلال (AOO) 20 كيلومترًا مربعًا.